# Kosteantînivka, Holovanivsk
Kosteantînivka (în ucraineană Костянтинівка) este un sat în comuna Rozkișne din raionul Holovanivsk, regiunea Kirovohrad, Ucraina.

## Demografie
Componența lingvistică a localității Kosteantînivka
     Ucraineană (100%)
Conform recensământului din 2001, toată populația localității Kosteantînivka era vorbitoare de ucraineană (100%).